# Zákon o knihovnách a podmínkách provozování veřejných knihovnických a informačních služeb (knihovní zákon)
Zákon o knihovnách a podmínkách provozování veřejných knihovnických a informačních služeb (knihovní zákon) je zákon upravující podmínky fungování knihoven a podmínky provozování veřejných knihovnických a informačních služeb. Jedná se o historicky třetí knihovní zákon na území České republiky.

## Historický vývoj

### Zákon o veřejných knihovnách obecníchč. 430/1919 Sb.
Jednalo se na svou dobu a pokrokový zákon čerpající ze zahraničních zkušeností. Jeho cílem bylo nejen zajistit přístup obyvatelstva ke kvalitní literatuře, ale také mít možnost rozšiřovat své vzdělání. Tato legislativa ustanovovala povinnost zřídit v každé obci veřejnou knihovnu. Do dnes díky tomuto nařízení je v Čechách jedna z nejhustších sítí knihoven na světě. Zákon také respektoval menšinovou roztříštěnost Československa. Každá obec, kde žilo minimálně 400 příslušníků národnostní menšiny, musela zřídit alespoň zvláštní oddělení knihovny pro konkrétní skupiny obyvatel. Zákon také definoval podmínky odborného vzdělání knihovníka (a to zejména u obcí nad 10 000 obyvatel).

### Zákonze dne 9. července 1959 č. 53/1959 Sb. jednotné soustavě knihoven
Oproti 1. knihovnickému zákonu se zabýval knihovnami všech druhů. Zrušil zákonnou povinnost zřizování knihoven v každé obci. Na druhou stranu definoval  jednotnou soustavu knihoven. Vzájemně propojené knihovnické sítě  měli zajistit dostupnost literatury. Na podobném principu dodnes funguje např. meziknihovní výpůjční služba, nebo regionální funkce knihoven.

### Knihovní zákon
Knihovní zákon nabyl účinnosti dne 1. 1. 2002

## Znění zákona
3. knihovní zákon ve svém úvodu definuje některé ze základních knihovních pojmů, jako jsou např. knihovní fond, knihovní dokument, zřizovatel knihovny. Následuje vymezení systému knihoven, kde jsou samostatně vyčleněny Národní knihovna České republiky, Knihovna a tiskárna pro nevidomé K. E. Macana, Moravská zemská knihovna a dále pak hromadně knihovny: krajské, základní a specializované.
Mezi veřejné knihovnické a informační služby zákon zařazuje:
- zpřístupňování knihovních dokumentů z knihovního fondu knihovny nebo prostřednictvím meziknihovních služeb z knihovního fondu jiné knihovny
- poskytování ústních bibliografických, referenčních a faktografických informací a rešerší
- zprostředkování informací z vnějších informačních zdrojů, zejména informací ze státní správy a samosprávy
- umožnění přístupu k informacím na internetu, ke kterým má knihovna bezplatný přístup.

Tyto služby je provozovatel knihovny povinen poskytovat bezplatně a to způsobem zaručujícím rovný přístup všem bez rozdílu. Výjimku tvoří:
- zpřístupňování knihovních dokumentů majících povahu rozmnoženin zvukového či zvukově obrazového záznamu
- zpřístupňování knihovních dokumentů zprostředkováním jejich rozmnoženin v rámci meziknihovních reprografických služeb
- zpřístupňování knihovních dokumentů z knihovních fondů knihoven v rámci mezinárodních meziknihovních služeb

A to ve výši skutečně vynaložených nákladů. Provozovatel knihovny může také požadovat úhradu nákladů vynaložených na úkony spojené s evidencí uživatelů knihovny.
Pro evidenci knihovny u ministerstva kultury zákon předepisuje odevzdání údajů o provozovateli (může jít jak o právnickou osobu tak o fyzickou osobu), adresu, název a druh knihovny. K žádosti se také připojuje knihovní řád.
Zákon poté ještě definuje meziknihovní služby a jmenuje některé oblasti, na které může provozovatel knihovny přijímat účelové dotace.
Součástí zákona jsou také podmínky týkající se revize, ochrany a vyřazování knihovního fondu.  